# Nghèo ở Việt Nam
Tỷ lệ hộ nghèo ở Việt Nam năm 2023, theo chuẩn quốc gia của Việt Nam là 2,93%.Trong đó, về tỷ lệ nghèo đa chiều tính chung toàn quốc (gồm tỷ lệ hộ nghèo và hộ cận nghèo) là 5,71%.Dựa theo chỉ số nghèo tổng hợp (tiếng Anh: Human Poverty Index-HPI), Việt Nam xếp hạng 41 trên 95 nước năm 2004. Theo báo cáo của Oversea Development Institute, Việt Nam là nước đạt được nhiều thành tựu trong lĩnh vực xóa đói giảm nghèo.

## Chuẩn nghèo
Chuẩn nghèo Việt Nam là một tiêu chuẩn để đo lường mức độ nghèo của các hộ dân tại Việt Nam. Chuẩn này khác với chuẩn nghèo bình quân trên thế giới. Theo quyết định của thủ tướng chính phủ Việt Nam 170/2005/QĐ-TTg ký ngày 08 Tháng 07 năm 2005 về việc ban hành chuẩn nghèo áp dụng cho giai đoạn 2006 - 2010:
| “ | 1. Khu vực nông thôn: những hộ có mức thu nhập bình quân từ 700.000 đồng/người/tháng (12.000.000 đồng/người/năm) trở xuống là hộ nghèo. 2. Khu vực thành thị: những hộ có mức thu nhập bình quân từ 900.000 đồng/người/tháng (dưới 18.000.000 đồng/người/năm) trở xuống là hộ nghèo | ” |

Tính theo ngoại kim thì chuẩn nghèo của Việt Nam là 15 USD/tháng cho mỗi gia đình.
Cho đến năm 2009, theo chuẩn nghèo trên, cả nước Việt Nam hiện có khoảng 2 triệu hộ nghèo, đạt tỷ lệ 11% dân số. Tuy nhiên, trên diễn đàn Quốc hội Việt Nam, rất nhiều đại biểu cho rằng tỷ lệ hộ nghèo giảm không phản ánh thực chất vì số người nghèo trong xã hội không giảm, thậm chí còn tăng do tác động của lạm phát (khoảng 40% kể từ khi ban hành chuẩn nghèo đến nay) và do là suy giảm kinh tế. Theo chuẩn trên, nhiều hộ nghèo thoát nghèo nhưng vẫn không đủ sống và do đời sống khó khăn nên rất nhiều người muốn còn được thuộc diện nghèo mãi để còn nhận các khoản hỗ trợ như như vay vốn ưu đãi, bảo hiểm y tế..... Phó thủ tướng Nguyễn Sinh Hùng cho rằng không thể duy trì chuẩn nghèo 200.000-260.000 đồng như hiện nay mà cần rà sát và ban hành chuẩn nghèo mới cho năm 2011.
Ngày 30 tháng 01 năm 2011, Quyết định Số 09/2011/QĐ-TTg ban hành chuẩn hộ nghèo, hộ cận nghèo áp dụng cho giai đoạn 2011- 2015:
1. Hộ nghèo ở nông thôn là hộ có mức thu nhập bình quân từ 400.000 đồng/người/tháng (từ 4.800.000 đồng/người/năm) trở xuống.
2. Hộ nghèo ở thành thị là hộ có mức thu nhập bình quân từ 500.000 đồng/người/tháng (từ 6.000.000 đồng/người/năm) trở xuống.
3. Hộ cận nghèo ở nông thôn là hộ từ 900.000 đồng đến 1.300.000 đồng/người/tháng.
4. Hộ cận nghèo ở thành thị là hộ có mức thu nhập bình quân từ 501.000 đồng đến 650.000 đồng/người/tháng.
Kết quả rà soát nghèo mới nhât (năm 2013), tỷ lệ hộ nghèo năm 2013 là 7,8% (giảm 1,8% so với cuối năm 2012), tỷ lệ hộ cận nghèo 6,32% (giảm 0,25% so với cuối năm 2012).

## Hộ nghèo và cận nghèo tại các tỉnh, thành
Căn cứ Quyết định số 749/QĐ-LĐTBXH về việc phê duyệt hộ nghèo và hộ cận nghèo năm 2012, số hộ nghèo và cận nghèo tại các tỉnh, thành như sau:
Miền núi Đông Bắc: nghèo 17,39%, cận nghèo 8,92%
- Hà Giang: nghèo 30,13%, cận nghèo 12,93%
- Cao Bằng: nghèo 28,22%, cận nghèo 5,91%
- Bắc Kạn: nghèo 20,39%, cận nghèo 11,25%
- Tuyên Quang: nghèo 22,63% cận nghèo 13,50%
- Lào Cai: nghèo 27,69% cận nghèo 11,61%
- Yên Bái: nghèo 29,23% cận nghèo 5,33%
- Phú Thọ: nghèo 14,12% cận nghèo 11,32%
- Thái Nguyên: nghèo 13,76% cận nghèo 11,24%
- Lạng Sơn: nghèo 21,02% cận nghèo 8,87%
- Bắc Giang: nghèo 12,11% cận nghèo 7,56%
- Quảng Ninh: nghèo 3,52% cận nghèo 2,59%

Miền núi Tây Bắc: nghèo 28,55%, cận nghèo 11,48%
- Điện Biên: nghèo 38,25% cận nghèo 6,83%
- Lai Châu: nghèo 31,82% cận nghèo 9,17%
- Sơn La: nghèo 28,69% cận nghèo 10,53%
- Hòa Bình: nghèo 21,73% cận nghèo 16,14%

Đồng bằng sông Hồng: nghèo 4,89% cận nghèo 4,58%
- Hà Nội: nghèo 1,52% cận nghèo 3,55%
- Vĩnh Phúc: nghèo 6,53% cận nghèo 4,71%
- Bắc Ninh: nghèo 4,27% cận nghèo 3,75%
- Hải Dương: nghèo 7,26% cận nghèo 5,39%
- Hải Phòng: nghèo 4,21% cận nghèo 4,05%
- Hưng Yên: nghèo 6,77% cận nghèo 4,88%
- Thái Bình: nghèo 6,80% cận nghèo 3,68%
- Hà Nam: nghèo 8,83% cận nghèo 6,95%
- Nam Định: nghèo 6,72% cận nghèo 6,32%
- Ninh Bình: nghèo 7,54% cận nghèo 6,77%

Bắc Trung Bộ: nghèo 15,01% cận nghèo 13,04%
- Thanh Hóa: nghèo 16,56% cận nghèo 11,86%
- Nghệ An: nghèo 15,61% cận nghèo 14,60%
- Hà Tĩnh: nghèo 14,20% cận nghèo 15,32%
- Quảng Bình: nghèo 17,36% cận nghèo 17,27%
- Quảng Trị: nghèo 13,66% cận nghèo 12,11%
- Thừa Thiên Huế: nghèo 5,95% cận nghèo 6,66%

Duyên hải miền Trung: nghèo 12,20% cận nghèo 9,32%
- Đà Nẵng: nghèo 0,97% cận nghèo 3,56%
- Quảng Nam: nghèo 18,19% cận nghèo 13,60%
- Quảng Ngãi: nghèo 17,64% cận nghèo 9,76%
- Bình Định: nghèo 11,62% cận nghèo 5,13%
- Phú Yên: nghèo 15,69% cận nghèo 12,73%
- Khánh Hòa: nghèo 5,56% cận nghèo 11,27%
- Ninh Thuận: nghèo 11,20% cận nghèo 8,67%

Tây Nguyên: nghèo 15,00%, cận nghèo 6,19%
- Kon Tum: nghèo 22,77% cận nghèo 5,77%
- Gia Lai: nghèo 19,93% cận nghèo 6,16%
- Đắk Lắk: nghèo 14,67% cận nghèo 6,99%
- Đắk Nông: nghèo 17,55% cận nghèo 5,70%
- Lâm Đồng: nghèo 6,31% cận nghèo 5,48%

Đông Nam Bộ: nghèo 1,27% cận nghèo 1,08%
- Bình Thuận: nghèo 6,07% cận nghèo 3,47%
- Bình Phước: nghèo 5,58% cận nghèo 3,52%
- Tây Ninh: nghèo 2,97% cận nghèo 2,66%
- Bình Dương: nghèo 0,0015% cận nghèo 0,00%
- Đồng Nai: nghèo 0,91% cận nghèo 0,98%
- Bà Rịa - Vũng Tàu: nghèo 1,71% cận nghèo 1,56%
- Thành phố Hồ Chí Minh: nghèo 0,00033% cận nghèo 0,32%

Đồng bằng sông Cửu Long: nghèo 9,24% cận nghèo 6,51%
- Long An: nghèo 4,58% cận nghèo 3,87%
- Tiền Giang: nghèo 8,03% cận nghèo 4,67%
- Bến Tre: nghèo 10,65% cận nghèo 5,94%
- Trà Vinh: nghèo 16,64% cận nghèo 9,04%
- Vĩnh Long: nghèo 5,89% cận nghèo 5,36%
- Đồng Tháp: nghèo 10,01% cận nghèo 7,51%
- An Giang: nghèo 6,17% cận nghèo 6,04%
- Kiên Giang: nghèo 5,73% cận nghèo 5,29%
- Cần Thơ: nghèo 5,19% cận nghèo 4,79%
- Hậu Giang: nghèo 14,41% cận nghèo 9,84%
- Sóc Trăng: nghèo 20,10% cận nghèo 13,95%
- Bạc Liêu: nghèo 12,24% cận nghèo 7,28%
- Cà Mau: nghèo 8,24% cận nghèo 4,47%

Tổng cộng cả nước có 2.149.110 hộ nghèo (9,60%) và 1.469.727 hộ cận nghèo (6,57%) trong tổng số hơn 22,37 triệu hộ. Các tỉnh có số hộ nghèo cao nhất là Thanh Hóa 151.010 hộ, Nghệ An 116.851 hộ, Sơn La 70.724 hộ, Quảng Nam 70.099 hộ, Sóc Trăng 62.682 hộ, Gia Lai 60.048 hộ, thấp nhất là Bình Dương 4 hộ, Thành phố Hồ Chí Minh 6 hộ, Đà Nẵng 2.239 hộ. Tỷ lệ hộ nghèo cao nhất nước là Điện Biên, Lai Châu, Hà Giang, Yên Bái, Sơn La, Cao Bằng thuộc miền núi Tây Bắc và Đông Bắc, tỉnh có tỷ lệ hộ nghèo cao nhất đồng bằng sông Hồng là Hà Nam, Bắc Trung Bộ là Quảng Bình, duyên hải miền Trung là Quảng Nam, Tây Nguyên là Kon Tum, Đông Nam Bộ là Bình Thuận, và đồng bằng sông Cửu Long là Sóc Trăng (2012).

## Nguyên nhân
Có nhiều điểm về nguyên nhân gây ra nghèo đói ở Việt Nam nhưng nói chung nghèo đói ở Việt Nam có nhiều nguyên nhân khách quan và chủ quan như sau:
- Nguyên nhân lịch sử, khách quan:
  - Việt Nam là một nước nông nghiệp còn khá lạc hậu, đã phải trải qua các cuộc chiến tranh lâu dài và gian khổ, cơ sở hạ tầng bị tàn phá nặng nề, ruộng đồng bị bỏ hoang, bom mìn, nguồn nhân lực chính của các hộ gia đình bị sút giảm do mất mát trong chiến tranh, thương tật, hoặc phải xa gia đình để tham gia chiến tranh, học tập cải tạo trong một thời gian dài.
  - Chính sách nhà nước thất bại: sau khi thống nhất đất nước, việc áp dụng chính sách tập thể hóa nông nghiệp, cải tạo công thương nghiệp và chính sách giá - lương - tiền đã đem lại kết quả xấu cho nền kinh tế vốn đã đầy khó khăn và yếu kém của Việt Nam, làm suy kiệt toàn bộ nguồn lực của đất nước và hộ gia đình ở nông thôn cũng như thành thị, lạm phát tăng cao có lúc lên đến 700% năm.
  - Hình thức sở hữu: việc áp dụng chế độ sở hữu toàn dân, sở hữu nhà nước và tập thể của các tư liệu sản xuất chủ yếu trong một thời gian dài đã kìm hãm, thui chột động lực sản xuất.
  - Việc huy động nguồn lực nông dân quá mức, ngăn sông cấm chợ đã làm cắt rời sản xuất với thị trường, sản xuất nông nghiệp đơn điệu, công nghiệp thiếu hiệu quả, thương nghiệp tư nhân lụi tàn, thương nghiệp quốc doanh thiếu hàng hóa, khiến thu nhập đa số bộ phận giảm sút trong khi dân số tăng cao.
  - Lao động dư thừa ở nông thôn không được khuyến khích ra thành thị làm việc, không được đào tạo bài bản để chuyển sang khu vực công nghiệp, chính sách quản lý bằng hộ khẩu đã dùng biện pháp hành chính để ngăn cản nông dân di cư, nhập cư vào thành phố.
  - Thất nghiệp tăng cao trong một thời gian dài trước thời kỳ Đổi Mới do nguồn vốn đầu tư thấp và thiếu hiệu quả vào các công trình thâm dụng vốn của Nhà nước.
- Nguyên nhân chủ quan: sau 20 năm thực hiện Đổi Mới, đến năm 2005 kinh tế đã đạt được một số thành tựu nhưng số lượng người nghèo vẫn còn đông, có thể lên đến 26% (4,6 triệu hộ) do các nguyên nhân khác nhau:
  - Sai lệch thống kê: do điều chỉnh chuẩn nghèo của Chính phủ lên cho gần với chuẩn nghèo của thế giới (1USD/ngày) cho các nước đang phát triển làm tỷ lệ nghèo tại Việt Nam tăng lên.
  - Việt Nam tuy là nước nông nghiệp, đến năm 2004 mặc dù vẫn còn 74,1% dân số sống ở nông thôn nhưng tỷ lệ đóng góp của nông nghiệp trong tổng sản phẩm quốc gia thấp. Hệ số Gini là 0,42 và hệ số chênh lệch là 8,1 nên bất bình đẳng còn cao trong khi thu nhập bình quân trên đầu người còn thấp.
  - Người dân còn chịu nhiều rủi ro trong cuộc sống, sản xuất vẫn chưa có các thiết chế phòng ngừa hữu hiệu, dễ gây tái nghèo trở lại như: thiên tai, dịch bệnh, sâu hại, tai nạn lao động, tai nạn giao thông, thất nghiệp, rủi ro về giá sản phẩm đầu vào và đầu ra do biến động của thị trường thế giới và khu vực (như khủng hoảng về dầu mỏ làm tăng giá đầu vào), rủi ro trước những thay đổi chính sách không lường trước được, rủi ro do hệ thống hành chính kém minh bạch, quan liêu, tham nhũng.
  - Nền kinh tế phát triển không bền vững, tăng trưởng tuy khá nhưng phần lớn chủ yếu là do nguồn vốn đầu tư trực tiếp, vốn ODA, kiều hối, thu nhập từ dầu mỏ trong khi nguồn vốn đầu tư trong nước còn thấp. Tín dụng chưa thay đổi kịp thời, vẫn còn ưu tiên cho vay các doanh nghiệp nhà nước có hiệu quả thấp, không thế chấp, môi trường sớm bị hủy hoại, đầu tư vào con người ở mức cao nhưng hiệu quả còn hạn chế, số lượng lao động được đào tạo đáp ứng nhu cầu thị trường còn thấp, nông dân khó tiếp cận tín dụng ngân hàng nhà nước.
  - Ở Việt Nam, sự nghèo đói, tệ nạn xã hội (cờ bạc, ma túy...) và bệnh tật (đặc biệt HIV/AIDS) tiếp tục phá hủy từng kết cấu của tuổi thơ. Rất nhiều trẻ em không được thừa hưởng quyền có một tuổi thơ được thương yêu, chăm sóc và bảo vệ trong mái ấm gia đình hoặc không được khích lệ, không có điều kiện phát triển hết khả năng của mình. Khi trưởng thành và trở thành cha mẹ, đến lượt con cái các em có nguy cơ bị tước đoạt các quyền đó vì các hiểm họa đối với tuổi thơ lặp lại từ thế hệ này sang thế hệ khác.
  - Sự chênh lệch lớn về nhiều mặt giữa các vùng miền, thành thị và nông thôn, giữa các dân tộc còn cao.
  - Môi trường sớm bị hủy hoại trong khi đa số người nghèo lại sống dựa vào nông nghiệp.
  - Hiệu năng quản lý kinh tế - tài chính của chính phủ còn thấp.

## Chính sách xóa đói giảm nghèo và đánh giá
Vào đầu thập niên 1990, chính phủ Việt Nam đã phát động chương trình Xóa đói giảm nghèo cùng với lời kêu gọi của Ngân hàng thế giới. UNDP cho rằng mặc dù Việt Nam đã đạt được tăng trưởng kinh tế bền vững và kết quả giảm tỷ lệ nghèo rất ấn tượng, song vẫn còn tồn tại tình trạng nghèo cùng cực ở một số vùng. Để đạt được các Mục tiêu Phát triển Thiên niên kỷ (MDG), Việt Nam cần phải giải quyết tình trạng nghèo cùng cực.

## Thành quả xóa đói giảm nghèo
Tốc độ tăng trưởng kinh tế nhanh của Việt Nam trong suốt thập kỷ 1990 đã có tác động quan trọng đến việc xoá đói giảm nghèo và phát triển xã hội.
Tỷ lệ người nghèo, tính theo chuẩn nghèo quốc tế, đã giảm liên tục từ hơn 60% vào năm 1990, xuống 58% vào năm 1993, 37% vào năm 1998, 32% vào năm 2000, 29% vào năm 2002 và còn 18,1% vào năm 2004.
Năm 2006 có khoảng 10,8% số hộ được xếp vào loại thiếu ăn (nghèo lương thực) theo chuẩn nghèo quốc tế.
Căn cứ vào chuẩn nghèo quốc gia do Bộ Lao động, Thương binh và Xã hội ban hành, tỷ lệ hộ nghèo đã giảm từ hơn 30% năm 1990, 30% vào năm 1992, 15,7% năm 1998 xuống xấp xỉ 17% vào năm 2001(2,8 triệu hộ) và 10% năm 2000.
Theo chuẩn nghèo của chương trình xóa đói giảm nghèo quốc gia, đầu năm 2000 có khoảng 2,8 triệu hộ nghèo, chiếm 17,2% tổng số hộ trong cả nước, chủ yếu tập trung vào các vùng nông thôn. Các vùng nông thôn miền núi, vùng sâu, vùng xa và vùng người dân tộc thiểu số, tỷ lệ nghèo cao hơn con số trung bình này nhiều. Có tới 64% số người nghèo tập trung ở vùng núi phía Bắc, Bắc Trung Bộ, Tây Nguyên và Duyên hải miền trung. Cũng theo chuẩn nghèo quốc gia năm 2002 còn 12,9% hộ nghèo và tỷ lệ nghèo lương thực ước lượng 10.87%.
Từ năm 1992 đến 2004, tỷ lệ đói nghèo ở Việt Nam đã giảm từ 30% xuống còn 8,3%. Tính đến tháng 12-2004, trên địa bàn cả nước có 2 tỉnh và thành phố cơ bản không còn hộ nghèo theo tiêu chuẩn; có 18 tỉnh tỷ lệ nghèo chiếm 3-5%; 24 tỉnh có tỷ lệ nghèo chiếm 5-10%... Đáng kể trong chương trình Xóa đói giảm nghèo là những xã nằm trong diện 135 (xã nghèo, xã đặc biệt khó khăn) đã có những thay đổi biến chuyển rõ nét. Nếu năm 1992, có tới 60-70% số xã nghèo trong diện 135, thì đến năm 2004 giảm xuống còn khoảng 20-25%.
Số hộ nghèo của năm 2004 là 1,44 triệu hộ, tỷ lệ nghèo là 8,3%, đến cuối năm 2005 còn khoảng dưới 7% với 1,1 triệu hộ. Như vậy tỷ lệ hộ nghèo năm 2005 đã giảm khoảng 50% so với năm 2000.
Cho đến năm 2009, theo chuẩn nghèo trên, cả nước Việt Nam hiện có khoảng 2 triệu hộ nghèo, đạt tỷ lệ 11% dân số. Tuy nhiên, trên diễn đàn Quốc hội Việt Nam, rất nhiều đại biểu cho rằng tỷ lệ hộ nghèo giảm không phản ánh thực chất vì số người nghèo trong xã hội không giảm, thậm chí còn tăng do tác động của lạm phát (khoảng 40% kể từ khi ban hành chuẩn nghèo đến nay) và do là suy giảm kinh tế.
Chuẩn nghèo quốc gia của Việt Nam hiện nay là gồm những hộ có mức thu nhập bình quân từ 200.000 đến 260.000 đồng/người/tháng.
Mặc dù vậy, nhiều hộ gia đình vừa thoát nghèo vẫn rất dễ rớt trở lại vào cảnh nghèo đói.
- Tốc độ giảm nghèo không đồng đều giữa các vùng và có xu hướng chậm lại, các hệ số tăng trưởng kinh tế và giảm nghèo từ 1 - 0,7 trong những năm 1992 - 1998, giảm xuống còn khoảng 1 - 0,3 giai đoạn 1998 - 2004. Bình quân trước đó mỗi năm giảm 34 vạn hộ nghèo.
- Bất bình đẳng trong thu nhập:
  - Giữa các vùng: tỷ lệ hộ nghèo ở khu vực miền núi vẫn còn cao, gấp từ 1,7 đến 2 lần tỷ lệ hộ nghèo bình quân của cả nước. Tỷ lệ hộ nghèo ở vùng người dân tộc thiểu số trong tổng số hộ nghèo của cả nước có chiều hướng tăng từ 21% năm 1992 lên 36% năm 2005. Tỷ lệ hộ nghèo tập trung chủ yếu ở những vùng khó khăn, có nhiều yếu tố bất lợi như điều kiện tự nhiên khắc nghiệt, kết cấu hạ tầng thấp kém, trình độ dân trí thấp, trình độ sản xuất manh mún, sơ khai. Ngoài ra, xuất hiện một số đối tượng nghèo mới ở những vùng đang đô thị hóa và nhóm lao động nhập cư vào đô thị, họ thường gặp nhiều khó khăn hơn và phải chấp nhận mức thu nhập thấp hơn lao động sở tại. Đây là những điều kiện cơ bản làm gia tăng yếu tố tái nghèo và tạo ra sự không đồng đều trong tốc độ giảm nghèo giữa các vùng. Các vùng Tây Bắc, Bắc Trung Bộ và Tây Nguyên có tốc độ giảm nghèo nhanh nhất, song đây cũng là những vùng có tỷ lệ hộ nghèo cao nhất.
  - Chênh lệch giũa các nhóm: thu nhập giữa các nhóm giàu và nhóm nghèo có xu hướng gia tăng (tỷ số Ghini giảm), trong những năm gần đây, chênh lệch về thu nhập giữa 20% nhóm giàu và 20% nhóm nghèo từ 4,3 lần năm 1993 lên 8,14 lần năm 2002; chênh lệch giữa 10% nhóm giàu nhất và 10% nhóm nghèo nhất từ 12,5 lần năm 2002, tăng lên 13,5 lần năm 2004; Mức độ nghèo còn khá cao, thu nhập bình quân của nhóm hộ nghèo ở nông thôn chỉ đạt 70% mức chuẩn nghèo mới. Sự gia tăng khoảng cách giàu - nghèo sẽ làm cho tình trạng nghèo tương đối trở nên gay gắt hơn, việc thực hiện các giải pháp để giảm nghèo sẽ càng khó khăn hơn.[9]
- Sai lệch kết quả thống kê Căn cứ vào kết quả chính thức điều tra mức sống hộ gia đình năm 2002 và kết quả sơ bộ khảo sát mức sống của hộ gia đình năm 2004, theo chuẩn nghèo quốc gia (2001), Tổng cục Thống kê đã tính toán và ra thông cáo báo chí về tỷ lệ hộ nghèo theo chuẩn nghèo quốc gia mới cho năm 2002 và sơ bộ cho năm 2004. Theo đó, tỷ lệ nghèo năm 2002 của Việt Nam là 23%, năm 2004 là 18,1%, năm 2005 là 8,3%. Nhưng với chuẩn mới từ Quyết định số 170/2005/QĐ –TTg ngày 08 tháng 7 năm 2005 ban hành chuẩn nghèo áp dụng cho giai đoạn 2006 - 2010, tỉ lệ hộ nghèo của năm 2005 sẽ tăng từ 8,3% như hiện nay (chuẩn 2001) lên đến trên 26% là khoảng 4,6 triệu hộ.[10]

Lưu ý có một số vấn đề đặt ra từ tỷ lệ nghèo năm 2004 là 18,1%:
Thứ nhất, tỷ lệ này thấp hơn nhiều so với tỷ lệ 24-25% như nguồn thông tin đã được dùng để xác định mục tiêu giảm tỷ lệ hộ nghèo xuống còn 15-16% vào năm 2010. Có sự khác biệt lớn như trên chủ yếu do phương pháp tính còn có sự khác nhau về hai mặt.

Một mặt, nguồn thông tin trên đã tính theo mức chi tiêu, chứ không phải là mức thu nhập/người/tháng. 
Mặt khác, nguồn thông tin trên đã không tính đến tỷ lệ trượt giá của giá tiêu dùng. Chuẩn nghèo mới là chuẩn nghèo tính cho thời kỳ 2006-2010. "200 nghìn, 260 nghìn đồng/người/tháng" là tính theo giá năm 2006 chứ không phải là tính theo giá 2004.

Thứ hai, theo thông cáo báo chí của Tổng cục Thống kê, bên cạnh tỷ lệ nghèo còn thấp (8,6%) của khu vực thành thị, thì khu vực nông thôn tỷ lệ nghèo vẫn còn 21,2% tức là cứ 5 hộ vẫn còn trên 1 hộ nghèo.

Bên cạnh tỷ lệ nghèo còn 6,1% của vùng Đông Nam Bộ và tỷ lệ nghèo còn 12,9% của vùng đồng bằng sông Hồng, thì vùng Tây Bắc vẫn còn tới 46,1%, tức là còn gần một nửa; vùng Bắc Trung Bộ và vùng Tây Nguyên tuy giảm nhanh nhưng vẫn còn gần một phần ba; vùng Đông Bắc vẫn còn 23,2%; vùng Duyên hải Nam Trung Bộ vẫn còn 21,3%; ngay cả vùng ĐBSCL một vựa lúa của cả nước cũng vẫn còn 15,3%.
Phần đông người nghèo ở Việt Nam sống trong hoàn cảnh bị tách biệt về mặt địa lý, dân tộc, ngôn ngữ, xã hội và kinh tế. Kinh nghiệm của các nước khác cho thấy rằng lợi ích thực sự của tăng trưởng kinh tế ít đến được với các nhóm người chịu thiệt thòi này.
Nghèo không chỉ đơn giản là mức thu nhập thấp mà còn thiếu thốn trong việc tiếp cận dịch vụ, như giáo dục, văn hóa, thuốc men, không chỉ thiếu tiền mặt, thiếu những điều kiện tốt hơn cho cuộc sống mà còn thiếu thể chế kinh tế thị trường hiệu quả, trong đó có các thị trường đất đai, vốn và lao động cũng như các thể chế nhà nước được cải thiện có trách nhiệm giải trình và vận hành trong khuôn khổ pháp lý minh bạch cũng như một môi trường kinh doanh thuận lợi. Mức nghèo còn là tình trạng đe dọa bị mất những phẩm chất quý giá, đó là lòng tin và lòng tự trọng.
Báo cáo quốc gia đầu tiên của Việt Nam về tiến độ thực hiện các Mục tiêu Phát triển Thiên niên kỷ, được công bố tháng 9 năm 2005 và phân phát tại Hội nghị Thượng đỉnh thế giới năm 2005, cho thấy tình trạng chênh lệch và bất bình đẳng xã hội giữa các vùng, giới tính và nhóm dân cư đang ngày càng gia tăng. Trong khi các vùng đô thị được hưởng lợi nhiều nhất từ các chính sách cải cách và tăng trưởng kinh tế, thì tình trạng nghèo vẫn tồn tại dai dẳng ở nhiều vùng nông thôn của Việt Nam và ở mức độ rất cao ở các vùng dân tộc thiểu số - theo Tổng cục Thống kê là 69,3% vào năm 2002.
Trong thập kỷ tới đây nỗ lực của Việt Nam trong việc hội nhập với nền kinh tế toàn cầu sẽ tạo ra nhiều cơ hội cho sự tăng trưởng, nhưng cũng đặt ra nhiều thách thức đối với sự nghiệp giảm nghèo.